# Hugo Descat
Hugo Descat (Paris, 16 de agosto de 1992) é um handebolista profissional francês, campeão olímpico.

## Carreira
Descat conquistou a medalha de ouro com a Seleção Francesa de Handebol Masculino nos Jogos Olímpicos de Verão de 2020 em Tóquio, após derrotar a equipe dinamarquesa na final da competição por 25–23.